# IPhone 15
iPhone 15 и iPhone 15 Plus — смартфон производства корпорации Apple, работающий на базе операционной системы iOS 17 и процессора Apple A16. Презентация смартфонов была проведена
во вторник 12 сентября 2023 года, в этот же день стартовали предзаказы гаджетов, смартфоны поступили в продажу 22 сентября 2023 года. Стартовая цена смартфонов от 799$ и 899$ соответственно.

## Характеристики

### Дисплей
iPhone 15 оснащён 6,1-дюймовым дисплеем Super Retina XDR OLED с разрешением 2556 × 1179 пикселей, плотностью пикселей 460 Ppi и частотой обновления 60 Гц.
iPhone 15 Plus также оснащен 6,7-дюймовым дисплеем Super Retina XDR OLED с разрешением 2796 × 1290 пикселей, плотностью пикселей 460 Ppi и частотой обновления 60 Гц.
Оба дисплея имеют яркость от 1000 (базовая) до 2000 (пиковая) нит.

### Камера
iPhone 15 и 15 Plus оснащены одинаковыми камерами: одной фронтальной (12 Мп f/1.9) и двумя задними камерами: широкой (48 Мп f/1.56) и сверхширокой (12 Мп f/2.4).

### Аккумулятор
3349 мА·ч и 4422 мА·ч, проводная зарядка 20 Вт и беспроводная 18 Вт. iPhone 15 Pro имеет на 7 часов воспроизведения видео больше, чем iPhone 12 Pro.
Зарядка устройства в этой модели будет проводиться через кабель типа USB-C, в отличие от предыдущих образцов с Lightning. Apple начала продавать мини-переходник с Lightning на USB-C.

### Связь
Новая помощь на дороге через спутник может помочь пользователю с такими вещами, как спущенная шина или разряженная батарея, даже без подключения к сети.
iPhone также имеет Emergency SOS через спутник и Crash Detection, две функции безопасности, которые помогли спасти жизни.

### Программное обеспечение
В IPhone 15/15 Plus будет представлена семнадцатая версия мобильной операционной системы iOS, разрабатываемой Apple для линейки продуктов iPhone. Она была анонсирована 5 июня 2023 года на WWDC 2023.

## Дизайн

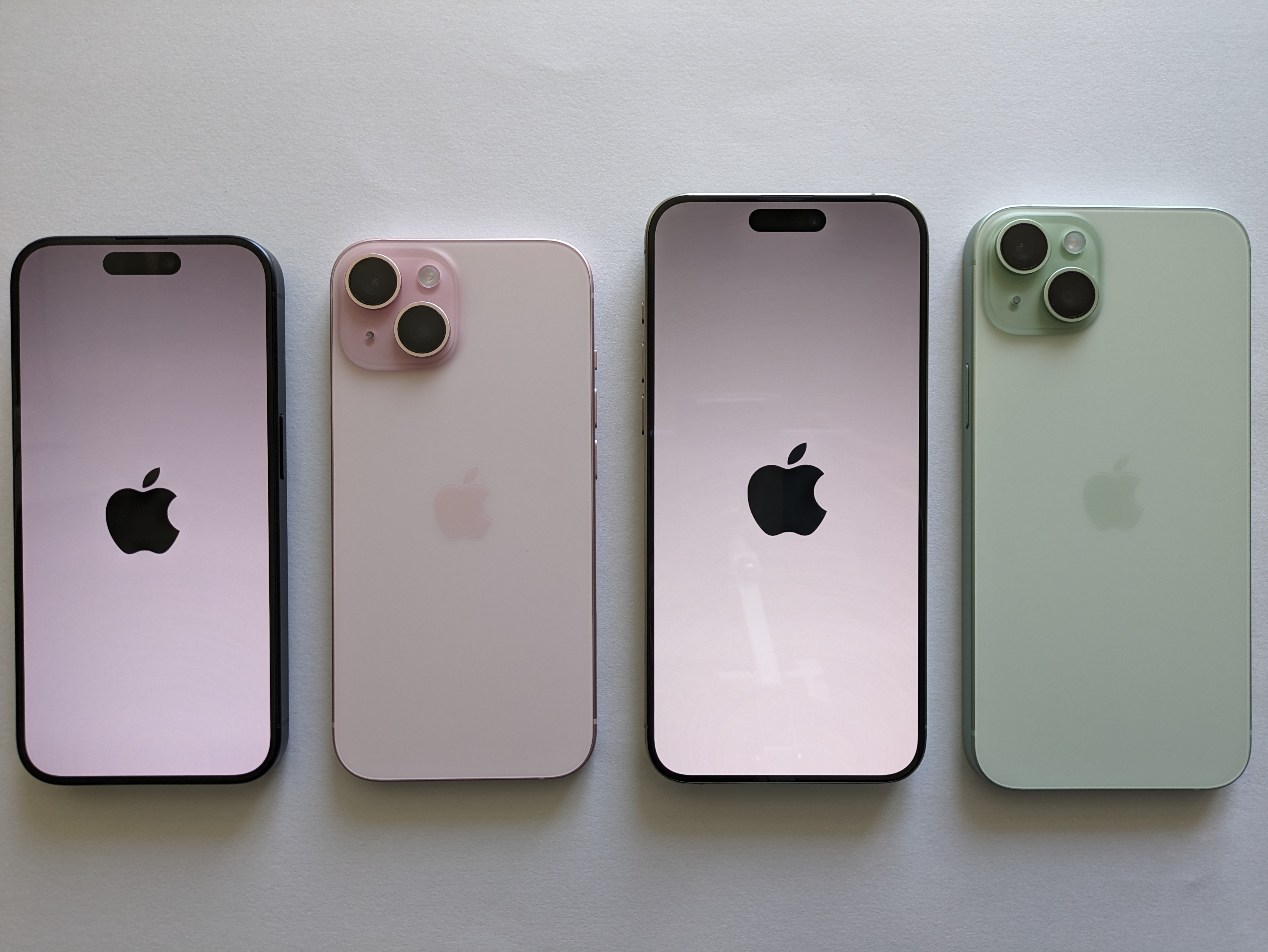
Лицевая и тыльная стороны iPhone 15 и iPhone 15 Plus

Линейка iPhone 15 получила корпуса со скругленными краями рамок. Вторым нововведением стало появление овального выреза Dynamic Island в «бюджетных» iPhone 15 и iPhone 15 Plus. В поколении iPhone 14 овальный вырез был эксклюзивным для Pro-версий.
Рычажок включения беззвучного режима (для Pro версий) заменили программируемой кнопкой, на которую можно настроить тот же переход в беззвучный режим или, например, включение фонарика или запуск камеры.
В линейке iPhone 15 будет доступно 5 цветов: чёрный, голубой, зелёный, жёлтый и розовый. Цвета выбраны из нежной бледной палитры.
| Цвет | Название |
| ---- | -------- |
|      | Голубой  |
|      | Розовый  |
|      | Жёлтый   |
|      | Зелёный  |
|      | Чёрный   |

## Восприятие
iPhone 15 и 15 Plus получили умеренно-положительные отзывы прессы, которые похвалили внедрение Dynamic Island, матовой задней крышки и USB-C. Тем не менее находились и критические обзоры:

### Перегрев
Некоторые владельцы утверждали, что их iPhone 15 страдали от перегрева, температура которого достигала 47 °C (117 °F). Позже Apple заявила, что существует несколько причин, по которым телефоны нагреваются, в основном намекая на программную ошибку. Предполагалось, что это будет исправлено в обновлении iOS 17.0.3. Сообщалось, что проблемы с перегревом не исчезли после обновления, а некоторые пользователи, кроме того, заметили новую проблему с выгоранием экрана.

### Добыча кобальта
Добыча кобальта в Демократической Республике Конго была основным источником беспокойства по поводу детского труда и торговли людьми в цепочках поставок технологий. Кобальт используется для производства почти всех литиевых батарей, используемых сегодня в технике, в том числе в iPhone 15.
В ноябре 2023 года генеральный директор Apple Тим Кук заявил, что в отношении iPhone 15 у Apple «интенсивный уровень отслеживания в нашей цепочке поставок, вплоть до рудника и металлургического завода, чтобы убедиться, что используемый труд не является детским трудом».